# 徳川家綱
徳川 家綱（とくがわ いえつな）は、江戸幕府の第4代将軍（在職：慶安4年（1651年） - 延宝8年（1680年））。

## 生涯

### 将軍就任
寛永18年（1641年）8月3日、第3代将軍・徳川家光の長男として江戸城本丸に生まれる。母は七澤清宗の養女・楽子。幼名は竹千代。乳母は川崎（真現院）・三沢局。
父の家光は、生まれた時から家綱を自らの後継ぎに決めていたという。その理由は、家光と弟の忠長との間で世継争いがあったためとも、ようやく生まれた待望の男児だったためともいわれている。
正保元年（1644年）12月、名を家綱と改め、正保2年（1645年）4月に元服する。慶安3年（1650年）9月に西の丸へ移る。
慶安4年（1651年）4月20日、家光が48歳で薨去すると、家綱は8月18日（10月2日）、江戸城において将軍宣下を受けて第4代征夷大将軍に就任し、内大臣に任じられた。幼年で将軍職に就いたことにより、将軍世襲制が磐石なものであることを全国に示した。
12月には本丸へ移る。この前例を受け、家綱以後（最後の慶喜を除く）の将軍宣下は京都ではなく、江戸で行われることとなる。

### 治世前半
家綱の時代には幕府機構の整備がさらに進められた。特に保科正之を主導者にして外様大名などに一定の配慮を行ない、末期養子の禁を緩和し、大名家臣から証人をとることの廃止や殉死禁止令が出されるなど、これまでの武力に頼った武断政治から文治政治への政策切り替えが行われた。
万治2年（1659年）4月には左大臣に任じられるのを辞退している。寛文4年（1664年）には1万石以上の大名に対する領知朱印状を、翌寛文5年（1665年）には公家や寺社を対象とした領知目録を交付している（寛文印知）。

### 治世後半
寛永の遺老と呼ばれた面々は、寛文年間に入ると相次いで死去したり、老齢で表舞台から隠退するなどした。このため、彼らに代わって寛文6年（1666年）には酒井忠清が大老に就任し、治世後半の寛文・延宝期には忠清の主導の下、老中合議制と家綱自身の上意により幕政が運営された。治世後半には家光期に起こった寛永の大飢饉の反省から飢饉対策として農政に重点が置かれ、宗門改の徹底と全国への宗門人別改帳の作成命令や諸国巡見使の派遣、諸国山川掟の制定、河村瑞賢に命じて東廻海運・西廻海運を開拓させるなど全国的な流通・経済政策が展開され、『本朝通鑑』編纂などの文化事業も行われた。また、家綱期には幕府職制の整備が完成され、幕朝関係も安定し、対外的には蝦夷地でのシャクシャイン蜂起や、イングランド船リターン号による通商再開要求、鄭氏政権による援兵要請などが起こっているが、家光期以来の鎖国政策が堅持された。この時期には伊達騒動や越後騒動など大名家のお家騒動も発生している。
側室のお振、お満流は家綱の子を懐妊したが、死産または流産であった。その後家綱には30半ばに至っても男子がなかったため将軍継嗣問題が憂慮されていた。

### 最期
延宝8年（1680年）4月頃から、家綱は病気に倒れた。記録によると「痞病」とあり、癪すなわち胸や腹に起こる激痛で、胸が塞がるように苦しくなる症状だったという。4月10日、酒井忠清は家綱が病気に倒れたことを知ると、気鬱を晴らそうとして江戸城2の丸で饗宴を開いた。忠清が秘蔵する書画や茶器などの名品を御座所をはじめ、至る所に飾り立てて、さらに御座所には家綱の曽祖父である徳川家康から賜った名香・蘭奢待をくゆらせて、家綱を盛大に迎えた。庭には舞台がしつらえられ、酒杯を傾けながら竹本土佐の操浄瑠璃を見物しようという趣向であり、臨席者は家綱のほか、老中や若年寄など800名で、その全てに酒食が供された。4月18日には稲葉正則が、4月27日には大久保忠朝が2の丸で饗宴を開き、家綱は少し元気を取り戻したのか、船に乗って釣りを楽しんだという。しかし、その後は病状が悪化し、5月6日に危篤状態に陥った。
家綱は密かに伺候した堀田正俊の勧めを受けて末弟の館林藩主・松平綱吉を養子に迎えて将軍後嗣とし、直後の5月8日に死去した。享年40 （満38歳没）。死因は未詳だが、急性の病気（心臓発作など）と言われている。家綱の死により、徳川将軍家の直系の子が将軍職を世襲する形は崩れた。
家綱の危篤に際して、酒井忠清は鎌倉時代に将軍源実朝の死後に宮将軍を迎えた例にならい、越前松平家と縁のある有栖川宮家から幸仁親王を将軍に迎えようとしたが、正俊の反対にあって実現しなかったとする宮将軍擁立説があるが、近年では酒井忠清が宮将軍擁立に動いたことを否定する説もある。

## 財政
家光は500万両を残したが、明暦の大火で焼失した本丸の再建費用だけでも100万両、金銀の産出量の低下と貿易による海外流出で1661年には358万両、家綱が死んだときには100万両も残っていなかった。年々10万両ずつ減っていたが当時の幕閣たちは財政に無頓着で何も手を打たなかった。

## 人物・逸話
- 嵐寛寿郎の映画である『文武太平記』に拠れば、家綱は温厚な人柄で絵画や魚釣りなど趣味を好み、政務を酒井忠清をはじめ老中らに任せ自らは「左様せい」で決裁していたことから「左様せい様」という異名が付けられたという。この逸話は家綱自身が幕政指導者としての指導力を発揮出来ず忠清の専制を示すものとしても引用されているが、辻達也や福田千鶴らは幕政の意思決定における将軍上意の重要性を指摘している。ただし、一般的な殿様は決裁の際言うべき言葉は「そうせい」・「考え直せ」・「もってのほかじゃ」の三つしか言わないように教育されており、他の殿様にしてもあだ名がそうせい公や、よかろう様などのエピソードが多々あり、基本的に主導権を積極的にとる殿様は少なく、むしろそういった殿様ではないように教育をするのが普通である。
- 家綱の誕生を祝して、朝鮮通信使が派遣された。徳川将軍家の嫡男の誕生で朝鮮通信使が派遣された唯一の事例である。
- 家綱が元服するまでは、保科正之ら家光時代の遺産ともいうべき人材に恵まれていたのが安定した時代を築ける幸運でもあった。『徳川名君名臣言行録』では「吾、幼年なりといえども、先業を承け継ぎ、大位に居れり」とある。
- 新井白石著の『白石手簡』では、家綱は中国の唐時代の政治書である『貞観政要』を好み、幕政運営の参考にしたという。
- 『武野燭談』に拠れば、家綱の将軍就任から間もない幼少期のことだが、江戸城天守閣へ登った際に近習の者が遠眼鏡を勧めたが「自分は少年ながら将軍である。もし将軍が天守から遠眼鏡で四方を見下ろしていると知れたら、恐らく世人は嫌な思いをするに違いない」と遠眼鏡を手に取らなかったという。
- 遠島となった罪人の話を聞き、家綱は「彼らは何を食べているのだろう」と近臣の者に尋ねたが誰も答えられず、それに対し家綱は「命を助けて流罪にしたのに何故、食料を与えないのか」と言った。それを聞いた父の家光は喜び、「これを竹千代（家綱）の仕置きはじめにせよ」と家臣に命じ、流人に食料を与えるようになったという。
- 家綱が食事していたとき、汁物を飲もうとしたところ髪の毛が入っていた。家綱は平然とその髪の毛を箸で摘まんで取り除いたが、小姓が慌てて新しい物と交換しようとした。家綱はその小姓に「その汁は途中で捨て、椀を空にして下げるように」といった。これは椀を空にすることにより普段のおかわりと同じ様に扱えということで、咎められる者が出ないようにと家綱が配慮したのであった。
- 明暦の大火で焼失被害にあった江戸市中の武家屋敷、神社仏閣などに資金援助し、復興に助力したという。明暦の大火を教訓に、両国橋を架設した。また、両国橋のたもとに「火除地」を設けた。橋のたもとに建造物を建設することを禁じているが、すぐに取り壊せることを条件に建設を一部許可した。「すぐに壊せる」という条件から、盛んに土俵が作られた。これが発端となり、両国は相撲の街として知られるようになった。
- 前述の通り、殉死を禁じた家綱だが、家綱が亡くなったと聞いた元下総佐倉藩主・堀田正信は自害した。正信は家綱の命令で改易にされていたが、正信の父・堀田正盛もまた、家綱の父・徳川家光に殉死した人物である。

## 評価
『徳川実紀』は家綱について以下のように評している。
```
「家綱様の時代は平安で良き時代だった。ただ惜しむべきは、家綱様は身体が弱くて病気がちであり、幕政を全て重臣に任せて自らとることができなかった。それ故に、寛文・延宝の頃になると、権力を専横する者が威勢を張るようになり、下の者が意見を言うことは少なくなった」
```

大正大学教授・林亮勝は、権力を専横する者とは酒井忠清を指していると見ており、政務は忠清を中心とする幕閣が裁き、それを家綱の名前で発動してゆく。これは家綱の病弱にもよったが、同時に幕府の職制が整備されたことと関連しているとも見ている。ただし林は、安定した世情の推移を見たのは、逆説的に言えば家綱の病弱によったからともいうことができるとしている。

## 官歴
※ 日付 ＝ 旧暦
- 正保2年（1645年）4月23日、元服。家綱を名乗り、従二位に叙し、権大納言に任官。
- 慶安4年（1651年）8月18日、正二位に昇叙し、内大臣に転任。右近衛大将を兼任。併せて征夷大将軍・源氏長者宣下。
- 承応2年（1653年）7月10日（『幕府祚胤伝』では8月12日）、右大臣に転任。右近衛大将兼任如元。
- 延宝8年（1680年）5月8日、死亡。5月21日、贈・正一位太政大臣

## 肖像画
2012年、徳川記念財団所蔵が所蔵している歴代将軍の肖像画の紙形（下絵）が公開された。家綱像（白描本）も含まれており父・家光に似て描かれている。

## 偏諱を受けた人物
- 二条綱平（公家）
- 徳川綱重（実弟）
- 徳川綱吉（実弟・第5代将軍）
- 徳川綱豊（甥（綱重の子）後の第6代将軍・家宣）
- 徳川綱誠（尾張家、初め綱義、家綱の甥にあたる）
- 徳川綱教（紀伊家、綱吉の娘婿で第8代将軍吉宗の長兄）
- 徳川綱方（高松松平家出身、水戸光圀養子）
- 徳川綱條（綱方の実弟、光圀の養子）

- 松平綱賢（父・光長と家綱が従兄弟）
- 松平綱国（綱賢の従兄弟）
- 松平綱昌
- 松平綱隆
- 松平綱近（綱隆の子、初め綱周、別名：綱通）
- 前田綱紀（初め綱利、父・光高と家綱が従兄弟）
- 伊達綱宗
- 伊達綱村（綱宗の子、初め綱基）

- 上杉綱勝
- 上杉綱憲（綱勝の養嗣子、吉良上野介の子）
- 池田綱政
- 池田綱清
- 浅野綱晟
- 浅野綱長（綱晟の子）
- 蜂須賀綱通
- 蜂須賀綱矩（綱通の従兄弟）

- 毛利綱広
- 毛利綱元
- 鍋島綱茂
- 黒田綱之
- 黒田綱政（綱之の弟）
- 細川綱利
- 島津綱久
- 島津綱貴（綱久の子）

## 関連作品
映画
- 影の軍団 服部半蔵（1980年、東映 演者：上田孝則）
- 魔界転生（1981年、東映 演者：松橋登）
- 大奥十八景（1986年、東映 演者：あおい輝彦）
- 必殺4 恨みはらします（1987年、松竹 演者：中村錦司）
- 将軍家光の乱心 激突（1989年、東映 演者：茂山逸平）
- 江戸城大乱（1991年、東映 演者：金田賢一）
- 魔界転生（2003年、東映 演者：高山澪諒）
- 天地明察（2012年、角川映画/松竹 演者：染谷将太）

テレビドラマ
- 大奥（1968年、関西テレビ 演者：津川雅彦）
- 樅ノ木は残った（1970年、NHK大河ドラマ　演者：田村亮）
- 徳川の夫人たち（1974年、フジテレビライオン奥様劇場 演者：白石幸長）
- 服部半蔵 影の軍団（1980年、関西テレビ 演者：上田孝則）
- 影の軍団III（1982年、関西テレビ 演者：堀光昭）
- 大奥（1983年、関西テレビ 演者：池田直人→田中健）
- 風雲江戸城 怒涛の将軍徳川家光（1987年、テレビ東京12時間超ワイドドラマ 演者：福原学）
- 長七郎江戸日記（1989年 - 1990年、日本テレビ　演者：若菜孝史）
- 天下の副将軍水戸光圀 徳川御三家の激闘（1992年、テレビ東京12時間超ワイドドラマ　演者：下元年世）
- 元禄繚乱（1999年、NHK大河ドラマ　演者：堀内正美）
- 大奥〜第一章〜 スペシャル（2004年、フジテレビ 演者：笠原織人）
- 大奥〜華の乱〜 スペシャル（2005年、フジテレビ 演者：清家三彦）
- 大奥〜誕生［有功・家光篇］（2012年、TBS 演者：幼少期 - 河野百花 / 少女期 - 庵原涼香）※男女逆転設定

漫画
- よしながふみ『大奥』（白泉社）※男女逆転設定
- カムイ伝 第二部（劇画、白土三平・岡本鉄二）

小説
- 門井慶喜『江戸一新』（中央公論新社）